# Aldo Moraes
Aldo Moraes (Londrina, junho de 1970) é um compositor, instrumentista e escritor brasileiro. Nasceu em 16 de junho e recebeu o nome em homenagem a Clodoaldo, jogador de futebol que fez o primeiro dos três gols da da seleção brasileira contra o Uruguai na semifinal rumo ao tricampeonato, em 17 de junho, na Copa do México. O artista foi registrado 12 dias depois, por isso seus documentos constam o nascimento como 28 de junho.
Criou, em 1999, o projeto "Batuque na Caixa", como presidente do Instituto Cultural Arte Brasil, recebeu o selo de qualidade cultural do Unicef em outubro de 2011 e finalista do mesmo prêmio em 2017 e foi Secretário Municipal de Cultura de Londrina.
Também escreve canções populares e é escritor, autor de livros de poesia e romance, sobre música e cultura. Como escritor, foi premiado em diversos concursos nacionais e, em 2013, no Concurso Agostinho Gomes, de Portugal. Em 2015, escreveu a trilha da peça Quando eu morrer, quem vai chorar por mim?, com texto de Valdir Rodrigues e direção de Anna Bacinello. (5)
O Batuque na Caixa, projeto criado pelo músico em 1999, já atendeu 5.750 alunos gratuitamente; fez mais de 40 parcerias; gravou o CD Arte Brasilis e realizou mais de 350 shows pelo Brasil. O grupo Batuque na Caixa já se apresentou ao lado de Alcione (1999); Olodum (2001); Naná Vasconcelos (2001); Hermeto Paschoal (2002) e banda Espíritos Zombeteiros (nos carnavais de 2001 e 2002). O Batuque na Caixa recebeu reconhecimento de diversos prêmios: Reconhecimento Público da Câmara de Londrina 1999; Junia Rabello (MG/2003); Louvor da Assembleia Legislativa do Paraná (2005); semifinalista do Prêmio Itaú Unicef 2011 e 2013; e Leitura para Todos (Ministério da Cultura, em 2014). (6)
Em outubro/2011, recebeu o selo de qualidade cultural do Unicef por sua atuação à frente do Instituto Arte Brasil e do projeto musical Batuque na caixa. Foi Secretário Municipal de Cultura de Londrina em 2012, na gestão de Barbosa Neto. (7)
Em 2017, Aldo Moraes esteve presente como poeta em diversas coletâneas nacionais e junto com Jorge Antunes e TT Catalão, escreveu a Sinfonia dos Direitos, estreada em frente a Funarte, em Brasília, no mês de maio. (8) Em novembro foi homenageado pela Assembléia Legislativa do Paraná como personalidade cultural e em São Paulo, recebeu o prêmio Itaú Unicef junto com Claudecir Almeida, diretor do Colégio Champagnat.
Em dezembro de 2017, foi condecorado com nota máxima pelo Prêmio Culturas Populares, nas palavras do Ministro Sérgio Sá Leitão: "o maior prêmio já concedido pelo Minc, em termos de dimensão nacional".4

## Discografia
- Poemas do Amanhecer
- Amor de Invenção (Canções)
- Arte Brasilis
- Gestos (piano solo)
- Twin Sounds (música incidental para teatro)

## Livros
- Casassanta (romance) - 2011
- Poemas do amanhecer - 2011
- Contos do cotidiano - 2012
- O Sonho do arco-íris (infantil) - 2012
- Cultura: caminhos para uma cidade democrática e acessível - 2012
- Obras para piano e violão de Aldo Moraes - 2013
- Obras para música de câmara de Aldo Moraes - 2013
- Batuque na caixa: 15 anos - 2015